# Jacques Davy du Perron
Jacques Davy du Perron (ur. 25 listopada 1556 w Saint-Lô, zm. 5 września 1618 w Bagnolet) – francuski kardynał, konwertyta.

## Życiorys
Urodził się 25 listopada 1556 roku w Saint-Lô, jako syn dwojga kalwinistów Juliena Davy i Ursule le Cointe. Studiował w Szwajcarii i Francji, a następnie wstąpił na służbę marszałka Jacques’a Matignona. W 1577 roku przeszedł na katolicyzm i wstąpił do stanu duchownego. Po śmierci Henryka III zawarł sojusz z Charles’em de Bourbon-Vendôme’em, jednak potem poparł Henryka IV. Po jego elekcji, Perron został królewskim jałmużnikiem, a także był patronem Gabrielle d’Estrées. 11 grudnia 1592 roku został wybrany biskupem Évreux, a szesnaście dni później przyjął sakrę. 9 czerwca 1604 roku został wybrany kreowany kardynałem prezbiterem i otrzymał kościół tytularny Sant’Agnese in Agone. Zasiadał w komisji mającej rozsądzić spór na linii moliniści – dominikanie o relacje pomiędzy wolną wolą a łaską. W 1606 roku został wybrany arcybiskupem Sens, pozostając biskupem Évreux, w randze administratora apostolskiego przez kolejne dwa lata. Pochwalał prace Roberta Bellarmina i potępiał dzieła Edmonda Richera. Zmarł 5 września 1618 roku w Bagnolet.